# 전영소녀

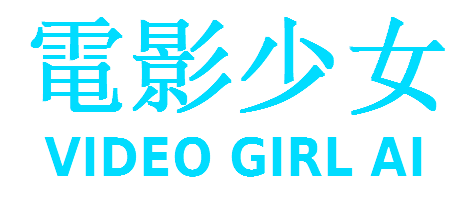

전영소녀(電影少女, Video Girl Ai)는 카츠라 마사카즈가 제작하고 슈에이샤의 주간 소년 점프가 출판한 일본 만화 시리즈이다. 애니메이션으로도 만들어졌다. 이 만화는 비즈 미디어에 의해 영어로 출판되었다. 이전에 비즈에 의해 앤솔로지 Animerica Extra에 출판되었다.
1989년 시작되어 1992년까지 계속되었으며 15권의 만화가 생산되었다.
실사 촬영된 영화는 1991년 개봉되었다. 줄거리는 만화의 1권과 대부분 비슷하게 시작하지만 나중에는 달라지며 엔딩은 OVA 및 만화에 비해 상당히 다른 편이다.

## 줄거리
모테우치 요타는 자신이 흠모하는 하야카와 모에미가 절친 니이마이 타카시에게 연모의 감정을 품고 있음을 알게 된다. 실망한 채 집으로 돌아가던 그는 '극락'(Gokuraku)이라는 특이한 가게를 발견하고, '널 응원해!'라는 비디오를 빌리는데, 이 비디오에 "비디오 걸"—시청자를 위로하기 위해 텔레비전 화면에서 실체화되도록 설계된 존재—이 포함되어 있다는 사실을 알지 못한다. 비디오 녹화기가 오작동하는 바람에 아마노 아이는 진정한 감정 경험 능력을 포함하여 불규칙한 특성을 지닌 채 나타난다.
요타가 모에미를 쫓는 것을 돕도록 처음에는 프로그램되어 있었지만, 아이는 점차 요타에게 연모의 감정을 키우게 되고, 요타 또한 모에미에 대한 애착을 버린 후 결국 그 감정을 받아들인다. 이들의 관계는 극락의 대리인 롤렉스가 결함 있는 아이를 회수하려 하고, 대여 기간이 만료될 예정이어서 어려움에 직면한다.
이야기는 요타의 모에미에 대한 미련과 니자키 노부코와의 상호작용을 포함한 다른 복잡한 문제들을 해결하면서 이러한 장애물들을 극복하려는 그들의 노력을 따라간다. 아이는 성적인 접근을 가장하거나 도움을 가장하여 사적인 순간에 침범하는 등 요타에게 도발적인 행동을 자주 보여, 그의 당황한 반응을 통해 코믹한 상황을 만들어낸다.

## 애니메이션 영화
《전영소녀》(電影少女: Video Girl Ai)는 일본에서 제작된 니시쿠보 미즈호 감독의 1992년 애니메이션 영화이다. 아마노 유리 등이 주연으로 출연하였고 와타나베 히로시 등이 제작에 참여하였다.

## 출연

### 주연
- 아마노 유리
- 하야시바라 메구미
- 쿠사오 타케시
- 츠지타니 코우지

### 조연
- 샘 빈센트
- 제니즈 자우드
- 스콧 맥닐
- 리처드 뉴먼
- 존 노박
- 매기 블루 오하라
- 브래드 스웨일
- 론 할데르
- 제니퍼 코핑